# Campo vetorial de Killing
Em matemática, um campo vetorial de Killing (frequentemente apenas campo de Killing), em homenagem a Wilhelm Killing, é um campo vetorial em uma variedade de Riemann (ou variedade pseudo-Riemanniana) que preserva a métrica. Campos de Killing são os geradores infinitesimais de isometrias; ou seja, os fluxos gerados por campos de Killing são isometrias contínuas da variedade. Mais simplesmente, o fluxo gera uma simetria, no sentido em que se deslocam em cada ponto de um objeto na mesma distância na direção do vetor de campo de Killing que não irá distorcer distâncias sobre o objeto.